# MKB 1 und 5
Die beiden schmalspurigen Tenderlokomotiven MKB 1 und 5 der Mindener Kreisbahnen (MKB) waren Dampflokomotiven der Meterspur und wurden von der Maschinenfabrik Christian Hagans 1898 und 1902 gebaut. Sie waren bis 1955 in Betrieb und wurden dann ausgemustert und verschrottet.

## Geschichte
Bis zum Jahr 1908 beschafften die Mindener Kreisbahnen neun fabrikneue Dampflokomotiven. Diese Lokomotiven bewältigten in des Anfangsjahren den gesamten Verkehr auf der MKB zwischen Uchte und Lübbecke. Die Lokomotiven waren nach einem Baukastensystem entstanden. Die zweiachsigen MKB 2...15 mit Nachlaufachse und solche ohne Laufachse stammten vom gleichen Hersteller.
1892 wurde mit der Fabriknummer 380 die erste Lokomotive als MKB 1 angeliefert, 1902 mit der Fabriknummer 462 eine baugleiche Lok als MKB 5.
Sie waren bis zur Umspurung der Gleisanlagen bei den MKB im Einsatz. Als erste wurde die MKB 1 1951 ausgemustert. Die MKB 5 war länger im Einsatz und wurde 1955 ausgemustert. Die Verschrottungsdaten der Loks sind nicht bekannt.

## Konstruktion
Die Lokomotiven besaßen einen Blech/Plattenrahmen. Die Wasservorräte waren nicht sonderlich hoch. Im Rahmen waren die Achsen fest gelagert, die Treibachse war die dritte Achse. Die Schleppachse war als Bisselgestell ausgeführt.
Der Lokkessel mit kupferner Feuerbüchse arbeitete mit einem Dampfdruck von 12 bar. Als Aufbauten waren ein Dampf- sowie ein Sanddom vorhanden, von dem mechanisch die zweite Achse beidseitig gesandet wurde, das Sicherheitsventil war Bauart Ramsbotton. Die Stephenson-Steuerung wurde mit Flachschieber gesteuert.
Die Lokomotiven besaßen ein einfaches, geräumiges Führerhaus mit großen Stirnfenstern. Der Kohlenvorrat war im linken Seitenkasten gebunkert. Die Lokomotiven besaßen eine Saugluftbremse Bauart Körting sowie eine Wurfhebelbremse, eine Petroleumbeleuchtung sowie ein Dampfläutewerk.